# 1869 na literatura

## Nascimentos
| Data           | Nome              | Profissão           | Nacionalidade | Observações | Ref |
| -------------- | ----------------- | ------------------- | ------------- | ----------- | --- |
| 4 de Março     | Eugénio de Castro | escritor            | Portugal      | m. 1944     |     |
| 22 de Novembro | André Gide        | escritor            | França        | m. 1951     |     |
| 11 de Dezembro | Abade Arede       | abade e historiador | Portugal      | m. 1953     |     |

## Mortes
| Data       | Nome                        | Profissão                      | Nacionalidade  | Observações | Ref |
| ---------- | --------------------------- | ------------------------------ | -------------- | ----------- | --- |
| 8 de Março | José Inácio de Abreu e Lima | militar, jornalista e escritor | Brasil Colônia | n. 1794     |     |